# لوترا إباتيس (فثيوتيس)
لوترا إباتيس (Λουτρά Υπάτης) هي مدينة في فثيوتيس في مقاطعة كينتريكي إلادا في اليونان.